# Кам'яні борови

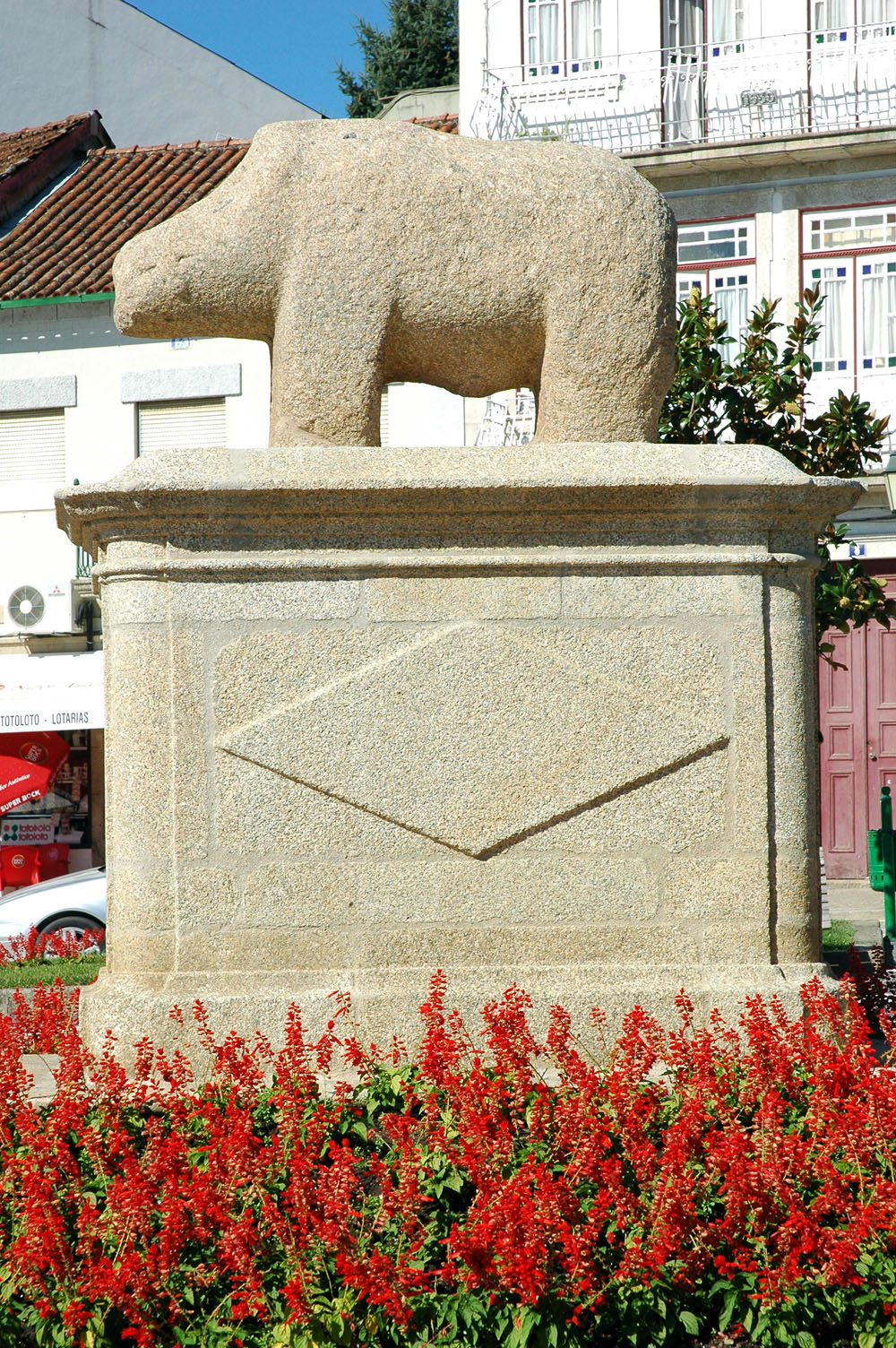
«Мурсова свиня» — кам'яний боров з Мурси, Португалія.

Кам'яні́ бо́рови (ісп. verracos de piedra; порт. berrões de pedra) — гранітні зооморфні пам'ятники IV — I століть до н.е. на Піренейському півострові. Збереглися в центральних районах Іспанії (провінції Касерес, Саламанка, Самора, Авіла, Толедо, Сеговія), та на півночі Португалії (Трансмонтана і Бейра). Створені кельтами, ймовірно, веттонами. Зазвичай, мають форму боровів (некастрованих кабанів). Деякі виготовлені у вигляді биків-турів (ісп. toros de piedra), або ведмедів. Точне призначення невідоме. Можливо мали сакральне значення, використовувалися у поховальних обрядах, були пов'язані з культом родючості, або служили як вотивні предмети. Загалом збереглося близько 400 пам'ятників. Практично всі пошкодженні часом, вивітрюванням.

## За країною

### Португалія
- Мурсова свиня (Мурса)

## Галерея

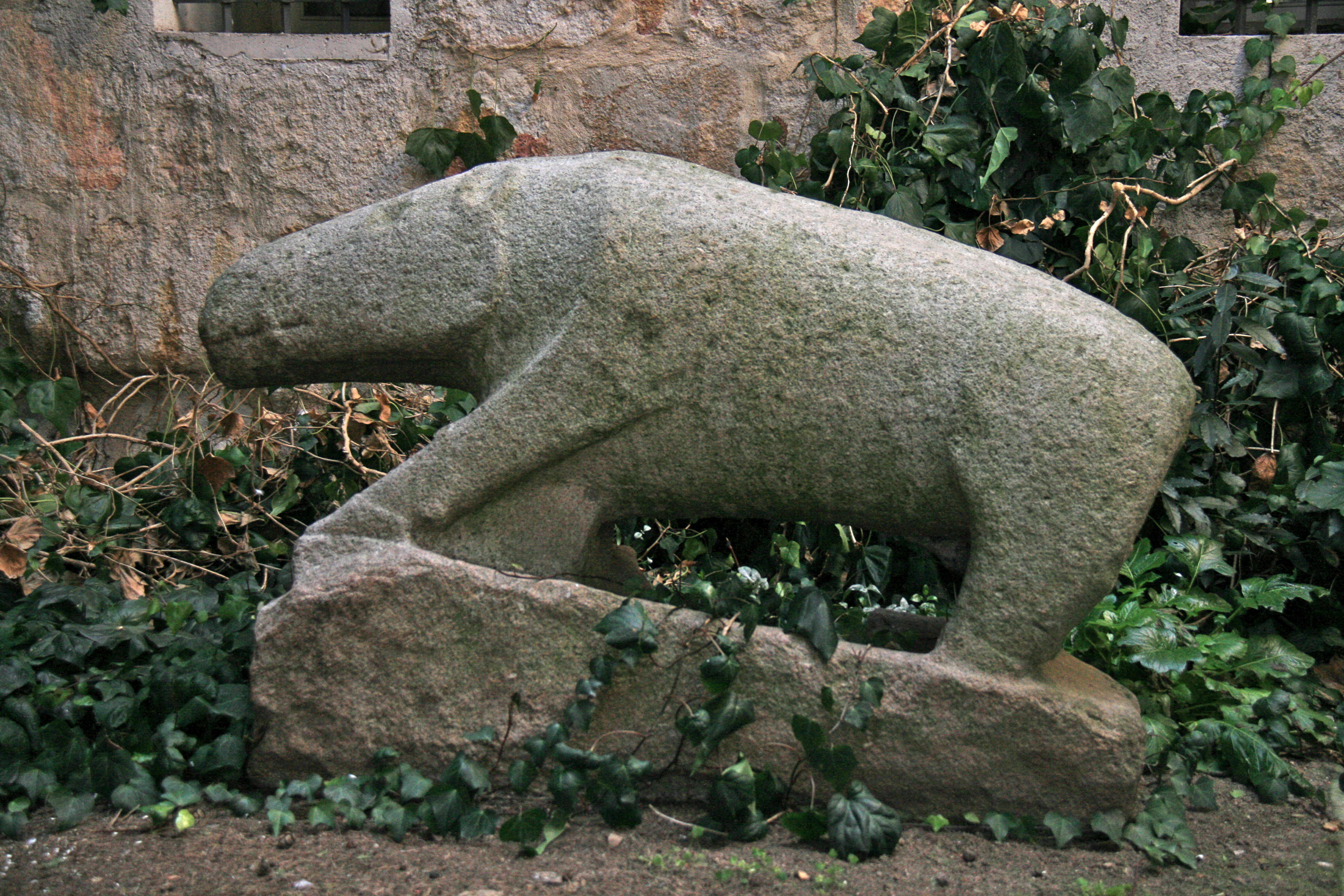
Саламанкський боров
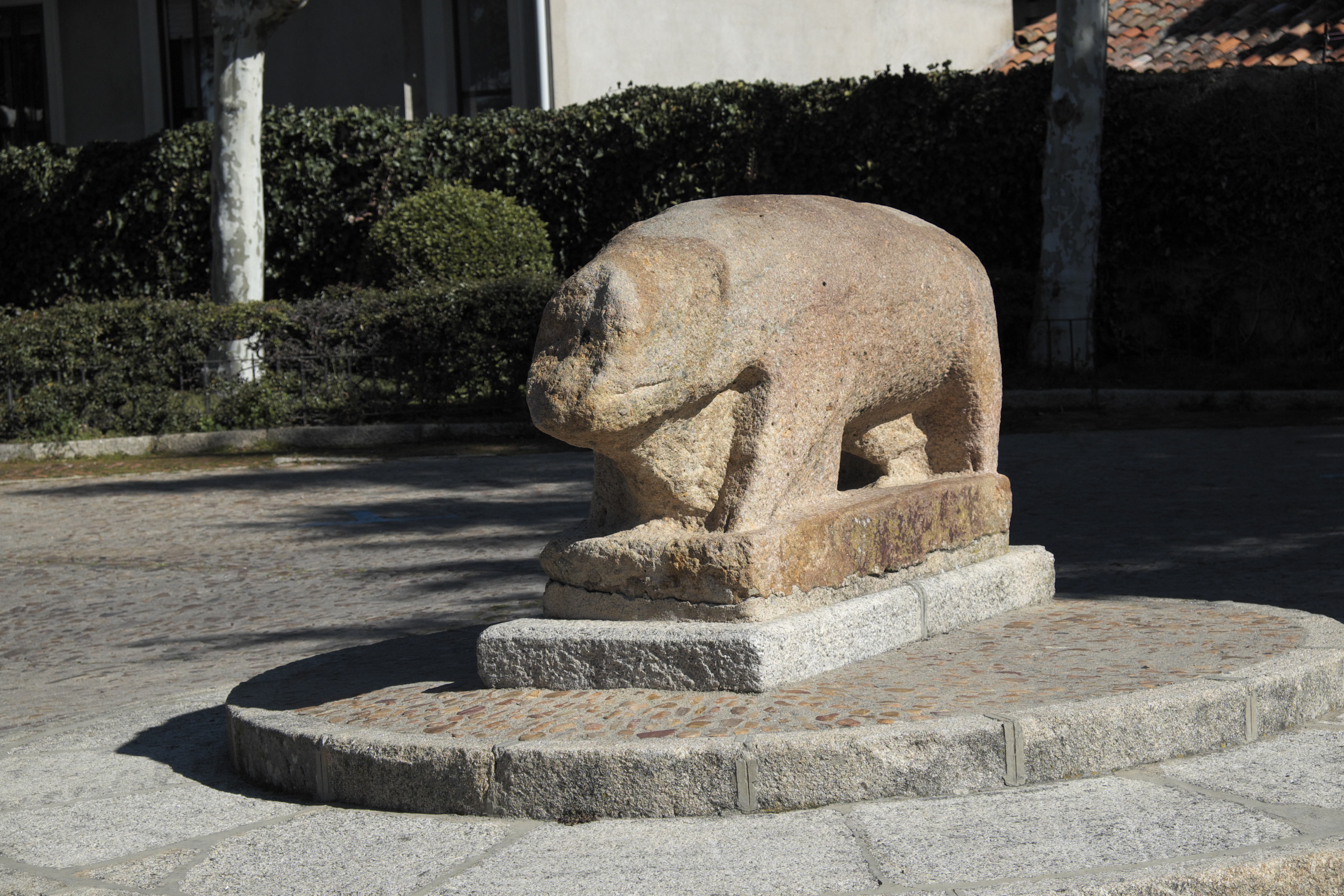
Родрігівський боров
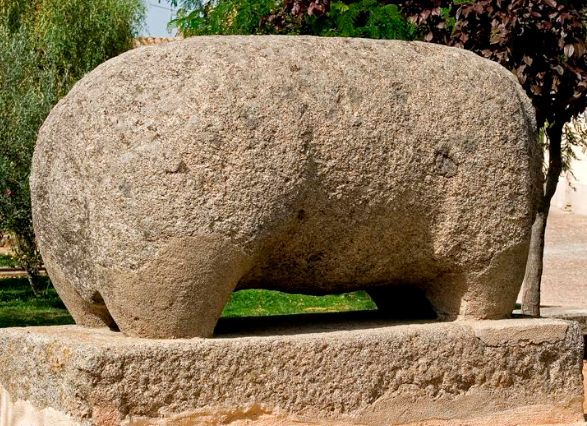
Ледесмський боров
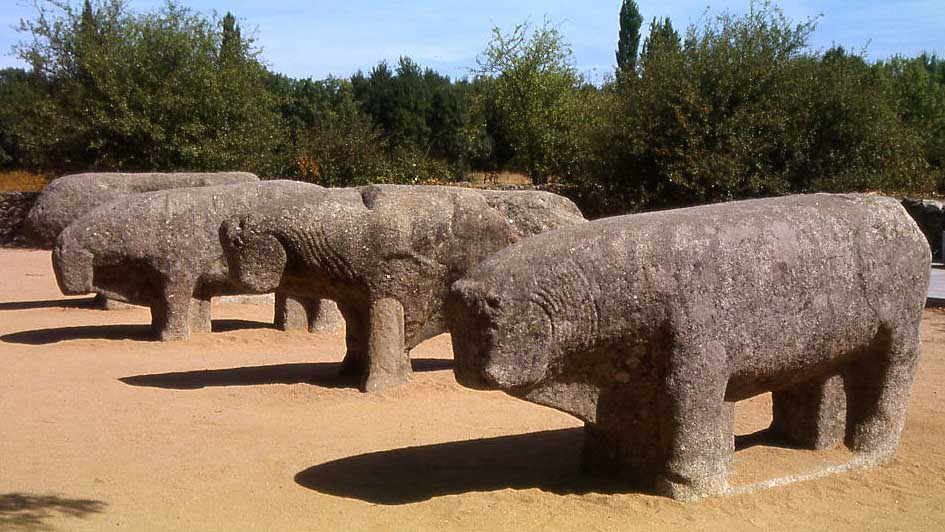
Гвісандські бики